# 津野力男
津野 力男（つの りきお、1928年2月20日 – 2009年7月25日）は、沖縄県で活動を行った写真家。台湾高雄州生まれ、沖縄県石垣市出身。

## 経歴
1950年にアマチュア写真同好会『でいごカメラ倶楽部』を石垣市にて結成、1979年には沖縄写真連盟会長に就任している。1990年から2008年までは全日本写真連盟の西部本部委員を務めた。1996年、沖縄県文化功労者賞を受賞。
2009年7月25日、肺がんにより那覇市内の病院で死去。享年81。